# Wojna o sukcesję eubejską
Wojna o sukcesję eubejską toczyła się w latach 1256-1258. Był to konflikt między księstwem Achai a koalicją złożoną z innych łacińskich panów feudalnych, którzy czuli się zagrożeni aspiracjami Wilhelma II do hegemonii. Bezpośrednią przyczyną wybuchu wojny była podjęta przez Wilhelma próba objęcia bezpośredniej władzy nad jedną z triarchii na Eubei. Pozostali triarchowie, nominalnie będący poddanymi władcy Achai, przeciwstawili się tym działaniom i pozyskali dla siebie pomoc Wenecji. Po ich stronie stanął władca Aten i Teb, Guy I de la Roche, nominalnie również lennik Wilhelma (jako baron Argos i Nauplionu). Później do walk po stronie triarchów stanęli również władcy Salony i Bodonitzy. Koalicja poniosła decydującą klęskę w bitwie pod Karydi, do której doszło w maju lub czerwcu 1258 roku. Bitwa ta w zasadzie oznaczała zakończenie działań wojennych ale formalny pokój zawarto dopiero w 1262 roku. Mimo zwycięstwa pokój nie był jednak korzystny dla księstwa Achai. Był to efekt tego że w międzyczasie znacząco zmieniła się sytuacja strategiczna w Grecji.

## Tło historyczne
W wyniku IV wyprawy krzyżowej znaczna część Grecji znalazła się pod kontrolą przybyszy z Zachodu, znanych na Wschodzie jako Frankowie lub łacinnicy (stąd okres ten jest znany jako Frangokratia lub Latinokratia). Najeźdźcy podzielili między siebie tereny Cesarstwa Bizantyjskiego i w wyniku szeregu umów, transakcji i walk, obok tak zwanego Cesarstwa Łacińskiego, powstało kilka łacińskich państw takich jak na przykład Księstwo Achai, Triarchia Negroponte czy Księstwo Aten. Władza cesarza łacińskiego, nominalnego suzerena "Franków" na Wschodzie zawsze była słaba. Kolejne klęski poniesione w walkach z Grekami z Epiru i Nicei oraz Bułgarami, sprawiły, że w połowie XIII wieku najsilniejszym państwem łacińskim było księstwo Achai, którego władcy rządzili całym Peloponezem. Wilhelm II który objął tron w 1246 roku był jednym z najenergiczniejszych i najbardziej ambitnych przedstawicieli swojego rodu. Jego głównym celem, zaraz po skonsolidowaniu władzy na Peloponezie, było zjednoczenie łacińskich państewek. Był już nominalnym suzerenem księcia Aten i Teb, Guya I de la Roche'a (który był jego lennikiem jako baron Argos i Nauplionu) oraz triarchów Negroponte, rządzących Eubeą. Były to jednak zwierzchności tytularne i nie zaspokajały ambicji Wilhelma.
W 1255 roku zmarła żona Villehardouina, Karintana dalle Carceri, do której należała północna tercja Eubei. Wilhelm dostrzegł w tym fakcie świetny pretekst do rozszerzenia swojej władzy i ogłosił, że obejmuje bezpośrednią władzę nad posiadłościami zmarłej małżonki. Zaczął nawet wybijać monety na których tytułował się "Triarchą". Pozostali dwaj triarchowie, Guglielmo I da Verona i Narzotto dalle Carceri nie chcieli jednak uznać tej decyzji. Obawiali się, że następnym krokiem Wilhelma będzie objęcie bezpośredniej władzy nad całą wyspą. Po upewnieniu się, że mają poparcie Wenecji, której wpływy na wyspie były bardzo silne, najechali i opanowali północną tercję, osadzając tam jako władcę swojego krewniaka, Grapellę dalle Carceri.

## Początkowe walki
14 czerwca 1256 roku triarchowie zawarli pakt z Wenecją, którą reprezentował baliw Eubei, Paulo Gradenigo. Wenecjanie mieli już duże wpływy na wyspie a teraz, na mocy traktatu miały one znacznie wzrosnąć. W zamian za pomoc militarną i finansową Republiki w walce przeciwko księstwu Achai, triarchowie oddawali Wenecjanom twierdzę w Chalkis, prawo do nakładania podatków i ceł na wyspie, regulowania cen, miar i wag, uznawali zwierzchność wenecką oraz nadawali liczne przywileje obywatelom weneckim. Wkrótce później Gugielmo i Narzotto zostali aresztowani przez Wilhelma II. Marino Sanudo podaje że władca Achai zwabił ich podstępem, wzywając do stawienia się przed Wysokim Sądem (instytucja rozstrzygająca spory feudalne w księstwie Achai). Rodziny uwięzionych baronów zwróciły się z prośbą o pomoc do Wenecjan, apelując do nowego baliwa, Marco Gradenigo.
Tymczasem jednak Wilhelm nie próżnował a jego siły zajęły Chalkis. Wenecjanom udało się na pewien czas odbić miasto ale wkrótce potem Geoffroy de Bruyeres, baron Karytainy i siostrzeniec księcia Achai rozpoczął niszczące najazdy na Eubeę. Bardzo szybko udało mu się ponownie opanować Chalkis. Wenecjanie otrząsnęli się po początkowych porażkach i oblegli miasto. Próba odsieczy została udaremniona, samo oblężenie trwało 13 miesięcy i zakończyło się dopiero w 1258 roku.

## Powstanie koalicji i bitwa pod Karydi
Wilhelm II, wiedząc że nie jest w stanie przeciwstawić się morskiej potędze Republiki, zwrócił się z propozycją sojuszu do Genueńczyków, rywalizujących z Wenecjanami o dominację w handlu śródziemnomorskim. Wilhelm już raz współpracował z Genuą, pomagając jej wojskom opanować Rodos w 1248 roku. Genueńczycy oczywiście zgodzili się a ich flota, operując z bazy w Monemwazji, zaczęła atakować weneckie statki. Po stronie księstwa Achai opowiedział się również Otton de Cicon, baron Karystos, kontrolujący strategicznie ważny przylądek Cavo de Oro. Większość łacińskich panów w Grecji była jednak wrogo nastawiona do Wilhelma II, obawiając się jego ambicji i dążenia do hegemonii. Latem 1256 roku Guy de la Roche, władca Aten i Teb, oraz jego brat opowiedzieli się po stronie triarchów. W świetle prawa feudalnego czyniło to z nich buntowników ponieważ obaj byli lennikami książąt Achai- Guy jako pan Argos i Naupli a Wilhelm de la Roche jako baron Veligosti i Damali. Wspomniany sojusz Eubejczyków z Wenecją został zawarty w Tebach a wojska ateńskie wspomagały Wenecję w walkach z Achajczykami na Eubei. Po stronie rebeliantów opowiedzieli się także Tomasz II d'Autremencourt, senior Salony i Ubertino Pallavicini, markiz Bodonitzy. Dołączył do nich siostrzeniec Wilhelma II, Geoffroy de Bruyeres.
Księstwo Achai odpowiedziało szeregiem najazdów na posiadłości weneckie oraz zbrojnym najazdem na Attykę. Wilhelm zrozumiał jednak że jego wrogowie nie przestraszą się demonstracji siły i dlatego podjął plan opanowania całego księstwa Aten. Jego wojska zgromadziły się w Nikli, po czym przekroczyły przesmyk Koryncki. Do decydującego starcia doszło nieopodal góry Karydi, leżącej na drodze z Megary do Teb. Wojska koalicji zostały rozbite przez rycerstwo Achai. Guy de la Roche i inni łacińscy panowie musieli salwować się ucieczką do Teb. Wilhelm podążył za nimi i obległ miasto ale wkrótce musiał się wycofać. Rycerze łacińscy żyjący na Wschodzie byli zazwyczaj mocno ze sobą powiązani, żenili się między lokalnymi rodami, uczestniczyli we wspólnych wyprawach czy tych samych turniejach. Po bitwie pod Karydi w czasie której poległo wielu łacinników, rycerstwo walczące bo obydwu stronach zrozumiało, że jest to konflikt bratobójczy i zaczęło żądać zakończenia walk. Do tego apelu dołączył się również kościół katolicki. Wilhelm w końcu zgodził się i po tym jak Guy de la Roche obiecał stawić się przed Wysokim Sądem, zarządził odwrót.
Posiedzenie odbyło się w Nikli ale Guy nie został osądzony. Zgromadzeni baronowie Achai uznali że nie mają prawa do wydania wyroku wobec czego zasądzili że Guy powinien udać się do Francji i przedstawić całą sprawę królowi Ludwikowi IX. Władca ten cieszył się ogromnym prestiżem wśród łacinników na Wschodzie i przez wielu uważany był za suzerena. Władca Aten i Teb wyruszył do Paryża w 1259 roku. Ludwik nie tylko ułaskawił go uznając że odbycie kosztownej podróży to wystarczająca kara, nadał mu również tytuł księcia Aten. Inaczej rzecz miała się jednak w przypadku Geoffreya de Bruyeresa. Książę był na niego wściekły i żądał surowej kary. Baronom i duchownym udało się jednak w końcu ubłagać Wilhelma II i ostatecznie Geoffrey nie został pozbawiony posiadłości i dobytku. Zmieniono jednak status jego lenna z dziedzicznego na nadane z łaski książęcej co oznaczało, że po jego śmierci Karytaina wróci w ręce książęce.

## Następstwa
Triumf Wilhelma pod Karydi i towarzyszące mu zwycięstwo nad Wenecjanami w walkach o Orei w zasadzie zakończyły konflikt. 6 sierpnia 1258 roku Guglielmo da Verona i Narzotto dalle Carceri rozpoczęli negocjacje z księstwem Achai za pośrednictwem doży weneckiego. Na początku 1259 roku, kiedy to zwaśnione strony miały już zawrzeć pokój a Wenecjanie upoważnili swojego wysłannika, Andreę Barozziego do podpisania go w imieniu Republiki, doszło do wydarzeń które całkowicie zmieniły układ sił. Wilhelm II wyruszył na czele swojego rycerstwa na północ aby wziąć udział w kampanii przeciwko Nicejczykom, którzy poważnie zagrażali Despotatowi Epiru, sprzymierzonemu wówczas z Achają.
Wyprawa ta zakończyła się katastrofalną w skutkach bitwą pod Pelagonią. Nicejczycy nie tylko rozbili wojska koalicji w skład w której oprócz księstwa Achai i Epiru wchodziły także siły Manfreda Sycylijskiego, ale pojmali również Wilhelma II i wielu jego najważniejszych baronów. W walkach poległ kwiat rycerstwa achajskiego. Regentem w księstwie Achai został Guy de la Roche. Wilhelm przebywał w niewoli greckiej aż do 1262 roku, podczas gdy rok wcześniej Michał VIII zdobył Konstantynopol, ostatecznie kładąc kres Cesarstwu Łacińskiemu. "Nowy Konstantyn", jak propaganda grecka nazywała Michała, początkowo chciał uzyskać od Wilhelma władzę nad całym Peloponezem ale wobec oporu ze strony księcia ostatecznie zadowolił się przejęciem władzy nad kilkoma strategicznymi twierdzami z których najważniejsze były Monemwazja, Mistra i Maina.
Osłabione przez Greków księstwo nie było w stanie wykorzystać zwycięstw spod Karydi i Orei. Nie mogło sobie również pozwolić na dalsze walki. Wenecjanie i triarchowie również nalegali na zawarcie pokoju. Wydarzenia z 1261 roku uzmysłowiły wszystkim że najgroźniejszym przeciwnikiem jest teraz odrodzone Cesarstwo Bizantyjskie. Wojna zakończyła się więc powrotem do status quo. Wilhelm uznał Grapellę za władcę północnej triarchii a wszyscy triarchowie uznali księcia Achai za suzerena. Największe korzyści z wojny odniosła Wenecja, która zwiększyła swoje i tak już znaczące wpływy na Eubei.